# Gerben Dijksterhuis
Gerben Martijn Dijksterhuis (Rotterdam, 12 september 1974) is een Nederlands politicus en bestuurder. Hij is lid van de ChristenUnie. Sinds 15 juni 2017 is hij burgemeester van Borsele. 

## Biografie
Dijksterhuis bekleedde tot 2010 commerciële functies in de voedselsector en bij een sociale werkvoorziening. Namens de ChristenUnie werd hij in 2002 gemeenteraadslid en in 2006 fractievoorzitter in Zeewolde. In 2010 werd hij er wethouder namens de ChristenUnie. Zijn portefeuille besloeg onder meer burgerparticipatie, openbare ruimte, verkeer, recreatie en toerisme, natuur, reiniging/afval en handhaving. In 2014 werd hij er wederom wethouder namens zowel het CDA als de ChristenUnie, nu met in zijn portefeuille onder meer economische zaken, grondbedrijf (uitgifte), openbare ruimte, sociale zaken, recreatie & toerisme, communicatie en organisatieontwikkeling.
Op 15 juni 2017 werd Dijksterhuis burgemeester van Borsele. Hij kreeg er grootschalige energietransitie en leef kwaliteit Borsele, zorgplicht Gemeentewet, algemeen bestuur, openbare orde & integrale veiligheid, handhaving, bedrijfsvoering (P&O, ICT, dienstverlening), economische zaken (havens en industrie) & samenwerking / overheids- & burgerparticipatie in zijn portefeuille. In oktober 2023 werd Dijksterhuis door de leden verkozen tot president van Group of European Municipalities with Nuclear Facilities in Europe (GMF Europe), de groep van Europese gemeenten die een nucleaire faciliteit binnen de grenzen hebben of krijgen. Hiervoor was hij er al vanaf 2020 vicepresident.
Dijksterhuis trouwde en kreeg een dochter en twee zoons. Hij werd lid van de Nederlandse Gereformeerde Kerken. Zijn hobby's werden voetbal, lezen en concertbezoek.